# Hôtel Rey
L’hôtel Rey est un hôtel particulier situé à Montpellier, dans le département de l'Hérault.

## Histoire
Ce bâtiment fait l’objet d’une inscription au titre des monuments historiques depuis le 26 décembre 2012.